# Crans Montana Challenger
Il Crans Montana Challenger è stato un torneo professionistico di tennis giocato su campi in terra rossa. Faceva parte dell'ATP Challenger Series. Si è giocata una sola edizione, a Crans Montana in Svizzera.

## Albo d'oro

### Singolare
| Anno | Campione        | Finalista            | Punteggio     |
| ---- | --------------- | -------------------- | ------------- |
| 1988 | Guillermo Rivas | Lars-Anders Wahlgren | 1–6, 6–3, 6–4 |

### Doppio
| Anno | Campioni                            | Finalisti                  | Punteggio |
| ---- | ----------------------------------- | -------------------------- | --------- |
| 1988 | Peter Svensson Lars-Anders Wahlgren | Conny Falk Stefan Svensson | 6–4, 6–4  |